# Carlos Blanco
Carlos Blanco Pérez (Coslada, 7 de março de 1986) é um egiptólogo e filósofo espanhol, famoso por suas contribuições em programas de televisão e rádio na Espanha, Egito e América do Sul especializados em crianças superdotadas.

## Biografia
Foi o seu interesse pelo Egito e pelas línguas antigas que o fizeram ser considerado pelo jornal espanhol El Mundo, em 1998, como o egitólogo mais jovem da Europa e o decifrador de hieróglifos mais jovem do mundo.
Em 1999, Carlos Blanco começou a participar sistematicamente de programas de televisão à nível nacional, especialmente em “Crónicas Marcianas”, onde falava com a idade de treze anos sobre vários assuntos, inclusive sobre História, Matemática, Física, Política, Egiptologia, Filosofia, dentre outros, que lhe deram grande fama em toda a Espanha.
Carlos Blanco estudou na Westminster School em Londres e na  Universidade de Navarra (Pamplona), onde já concluiu o curso de Filosofia e Letras (junho de 2006) Química (junho 2007) e Teologia.
Desde 2004 é membro da International Association of Egyptologists e correspondente do Instituto Oriental da Universidade de Chicago.
Desde 2009 é "Visiting Fellow" na Universidade de Harvard.
Ele é professor na Universidade Pontifícia Comillas, Madrid, e foi eleito para A World Academy of Art and Science.